# Marcgravia waferi
Marcgravia waferi är en tvåhjärtbladig växtart som beskrevs av Paul Carpenter Standley. Marcgravia waferi ingår i släktet Marcgravia och familjen Marcgraviaceae. Inga underarter finns listade i Catalogue of Life.